# Фільсгайм
Фільсгайм (нім. Vilsheim) — громада в Німеччині, знаходиться в землі Баварія. Підпорядковується адміністративному округу Нижня Баварія. Входить до складу району Ландсгут.
Площа — 21,70 км2. Населення становить 2730 ос. (станом на 31 грудня 2020).
Громада (Gemeinde) поділяється на 27 частин (Gemeindeteile).
| - Альтенбург (Altenburg) - Аухольц (Auholz) - Віскатцинг (Wieskatzing) - Гессендорф (Gessendorf) - Гундіхаузен (Gundihausen) - Дамм (Damm) - Кальтенбрунн (Kaltenbrunn) - Капфінг (Kapfing) - Кемоден (Kemoden) | - Кершрет (Kerschreuth) - Кессельбах (Kesselbach) - Лангенфільс (Langenvils) - Лехау (Lechau) - Матценау (Matzenau) - Мюнхсдорф (Münchsdorf) - Оберштепах (Obersteppach) - Райтгартен (Reitgarten) - Райхерсдорф (Reichersdorf) | - Танлое (Thannlohe) - Унтерфрошхам (Unterfroschham) - Фільсгайм (Vilsheim) - Фіхаузен (Viehhausen) - Фрайінг (Freiing) - Хупфердінг (Hupferding) - Швайберг (Schweiberg) - Шелленберг (Schellenberg) - Штадль (Stadl) |

Є округи (Gemarkungen) Фільсгайм, Гундіхаузен и Мюнхсдорф.

## Галерея

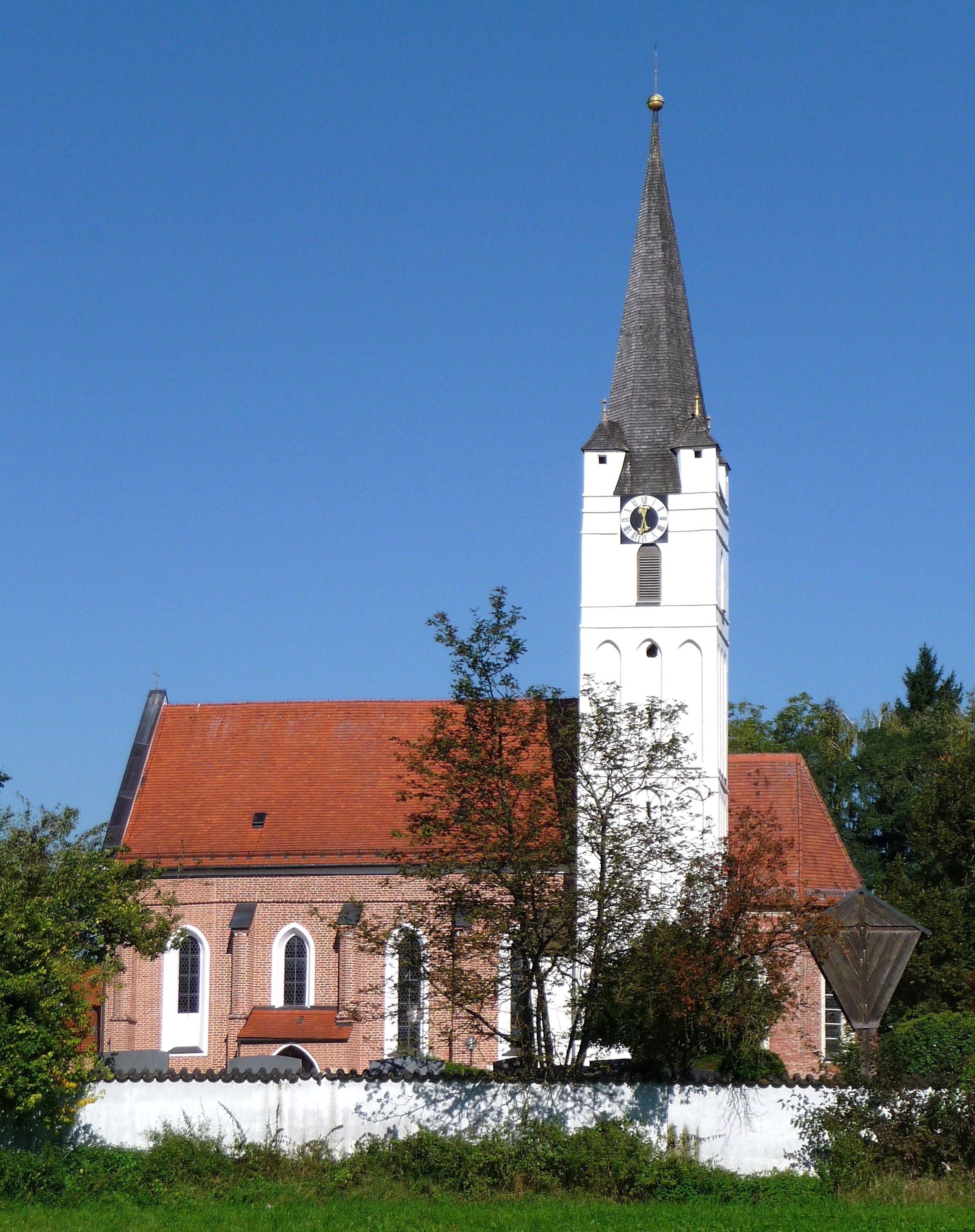